# Șota Kveliașvili
Șota Kveliașvili (n. 1 ianuarie 1938, Tbilisi, Republica Sovietică Socialistă Gruzină, URSS – d. 25 aprilie 2004, Tbilisi, Georgia) a fost un trăgător de tir ce a reprezentat Uniunea Republicilor Sovietice Socialiste, medaliat olimpic. A participat la două ediții ale Jocurilor Olimpice (1964, 1968) în care a câștigat o medalie de argint.